# Penny Fuller
Penelope Ann 'Penny' Fuller (Durham (North Carolina), 21 juli 1940), is een Amerikaanse actrice.

## Biografie
Fuller heeft gestudeerd aan de Northwestern-universiteit in Illinois. Na haar afstuderen verhuisde zij naar New York om zich te richten op het acteren.
Fuller begon met acteren in het theater, zij maakte in 1962 haar debuut op Broadway in het toneelstuk The Moon Besieged. Hierna speelde zij nog meerdere rollen op Broadway en off-Broadway.
Fuller begon in 1962 met acteren voor televisie in de televisieserie Route 66. Hierna heeft zij nog meerdere rollen gespeeld in televisieseries en films zoals The Edge of Night (1964), All the President's Men (1976), As Summers Die (1986), Melrose Place (1994-1995), Mad About You (1994-1995) en Judging Amy (2002-2005).
Fuller is in 1977 getrouwd en heeft uit dit huwelijk een dochter.

## Emmy Awards
- 1996 in de categorie Uitstekende Actrice in een Gastrol in een Televisieserie met de televisieserie ER – genomineerd.
- 1994 in de categorie Uitstekende Actrice in een Gastrol in een Televisieserie met de televisieserie NYPD Blue – genomineerd.
- 1992 in de categorie Uitstekende Actrice in een Bijrol in een Film met de film Miss Rose White – genomineerd.
- 1991 in de categorie Uitstekende Actrice in een Gastrol in een Televisieserie met de televisieserie China Beach – genomineerd.
- 1985 in de categorie Uitstekende Actrice in een Bijrol in een Film met de film Cat on a Hot Tin Roof – genomineerd.
- 1982 in de categorie Uitstekende Actrice in een Bijrol in een Film met de film The Elephant Man – gewonnen.

## Filmografie

### Films
Uitgezonderd korte films.
- 2021 Strawberry Mansion - als Arabella Isadora
- 2014 James McNeill Whistler and the Case for Beauty - als Anna Whistler (stem)
- 2004 King of the Corner – als mrs. Hargrove
- 2000 The Color of Love: Jacey's Story – als Madeleine Porter
- 1997 Shadow Conspiracy – als dr. Olson
- 1994 The Gift of Love – als Leora
- 1993 The Beverly Hillbillies – als Margaret Drysdale
- 1993 Star – als Olivia Wyatt
- 1993 Rio Shannon – als Beatrice Minister
- 1992 Baby Snatcher – als Ruth Benson
- 1992 Miss Rose White – als Kate Ryan
- 1991 False Arrest – als Marilyn Redmond
- 1991 Lies Before Kisses – als Katherine
- 1990 Appearances – als Barbara Stilton
- 1989 Fire and Rain – als mrs. Hamilton
- 1987 The Two Mrs. Grenvilles – als Cordelia Grenville Hardington
- 1987 At Mother's Request – als Marilyn
- 1986 George Washington II: The Forging of a Nation – als Eliza Powel
- 1986 As Summers Die – als Marci Holt
- 1986 Fortune Dane – als Amanda Harding
- 1984 Cat on a Hot Tin Roof – als Mae
- 1984 License to Kill – als Judith Peterson
- 1983 Intimate Agony – als Joanne
- 1983 Your Place… or Mine – als Paige
- 1982 Lois Gibbs and the Love Canal – als Jeannie Kolchak
- 1982 A Piano for Mrs. Cimino – als mrs. Polanski
- 1982 The Elephant Man – als mrs. Kendal
- 1980 Amber Waves – als Fern Jensen
- 1976 All the President's Men – als Sally Aiken
- 1976 McNaughton's Daughter – als Joan Cashmore
- 1974 Ann in Blue – als sergeant Ann Neal
- 1973 Applause – als Eve Harrington
- 1972 Women in Chains – als Helen Anderson

### Televisieseries
- 1994 – 1995 Mad About You – als Theresa Stemple – 5 afl.
- 1994 – 1995 Melrose Place – als Marilyn Carter – 5 afl.
- 1989 – 1990 China Beach – als Margaret Mary McMurphy – 4 afl.
- 1983 Bare Essence – als Laura Parker – 2 afl.
- 1964 The Edge of Night – als Gerry McGrath Pollock - ? afl.
- 1963 The Doctors - als Fran Delaney - 5 afl.

## Theaterwerk opBroadway
- 2017 - 2019 Anastasia - als Dowager Empress (understudy)
- 2017 Sunday in the Park with George - als Blair
- 2008 – 2009 Dividing the Estate – als Lucille
- 2000 – 2001 The Dinner Party – als Gabrielle Buonocelli
- 1997 An American Duaghter – als Charlotte Hughes
- 1976 Rex – als Anne Boleyn / prinses Elizabeth
- 1970 – 1972 Applause – als Eve Harrington
- 1966 – 1969 Cabaret – als Sally Bowles
- 1963 – 1967 Barefoot in the Park – als Corie Bratter
- 1962 The Moon Besieged – als gaste bij huwelijk

- Bibliothèque nationale de France: cb14179353x (data)
- Gemeinsame Normdatei: 13512932X
- International Standard Name Identifier: 0000 0003 9927 2518
- Library of Congress Control Number: no92020094
- Nederlandse Thesaurus van Auteursnamen: 436161419
- SNAC: w6w69xdx
- Virtual International Authority File: 32207615
- WorldCat: E39PBJvcXxm4yRCQ4fXY6wjKVC